# 季节性脱皮
季节性脱皮，医学上叫做剥脱性角质松解症，指受季节和天气变化引起的手脚脱皮。大多发生在天气变化剧烈和季节交替的时间，所以称为季节性脱皮。季节性手脚脱皮好发于春末夏初，以5月份和11月份最为严重。常对称发生，可复发。

## 致病原因
季节性脱皮常常发生在季节性气温变化的时候。 过度出汗或摩擦，例如穿运动鞋时，皮肤会开始脱皮。洗涤剂和溶剂也可能会导致脱皮。另外，在盐水中工作的渔民们也经常遭受这些症状——可能是盐水或鱼身上的一些细菌造成的。也可能是由遗传缺陷或多汗症引起。
非真菌引起，需和手癣、脚癣相区别。

## 治疗方案
季节性脱皮成因复杂，很难根治，具有无菌性的特点。可适当补充维生素来治疗。这种脱皮是不影响身体健康的生理现象，患者不必有过度精神紧张的心理。